# Richard Pole
Sir Richard Pole (1462 – 1504) è stato un nobile inglese strettamente legato alla dinastia Tudor.
In quanto cugino di primo grado del re Enrico VII, ebbe un ruolo significativo nel consolidare la pretesa dei Tudor al trono inglese, sia attraverso il suo servizio che tramite un matrimonio strategico.

## Origini Familiari
Richard Pole proveniva da una stirpe illustre. Suo padre, Sir Geoffrey Pole, era un proprietario terriero del Buckinghamshire, e sua madre, Edith St John, era sorellastra di Lady Margaret Beaufort, madre di Enrico VII. Questo legame faceva di Richard un cugino di primo grado del re. I legami familiari si estendevano anche alla corte reale, con sua sorella Eleanor che prestava servizio come dama di compagnia sia per Elisabetta di York che per Margherita Tudor.

## Servizio sotto Enrico VII
La lealtà di Richard Pole verso Enrico VII fu ricompensata con numerosi incarichi importanti. Fu nominato Conestabile dei castelli di Harlech e Montgomery e Alto Sceriffo del Merionethshire. Nel 1495, organizzò delle forze per reprimere la ribellione guidata da Perkin Warbeck. La sua abilità militare fu ulteriormente dimostrata durante le campagne in Scozia del 1497, in cui comandò un contingente significativo. In riconoscimento dei suoi meriti, fu nominato Cavaliere dell'Ordine della Giarrettiera nell'aprile del 1499.

## Matrimonio e alleanza
Tra il 1491 e il 1494 Richard fu sposato con Margaret Plantageneta, figlia di George Plantagenet, I duca di Clarence, e Isabel Neville. Questa unione fu di grande rilevanza politica, in quanto univa le casate di York e Lancaster, rafforzando così la pretesa dei Tudor al trono. Nonostante il lignaggio reale di Margaret, il matrimonio fu considerato una mossa strategica, e Richard venne visto come una scelta "sicura" per via della sua lealtà e dei legami familiari con il re.

## Figli ed Eredità
Richard e Margaret ebbero cinque figli, ciascuno dei quali giocò un ruolo rilevante nella storia inglese:
- Henry Pole, I Barone Montagu: Nato intorno al 1492, fu un pari del regno coinvolto nel processo ad Anna Bolena. Fu giustiziato nel 1539.
- Reginald Pole: Nato nel 1500, divenne cardinale e in seguito arcivescovo di Canterbury.
- Sir Geoffrey Pole: Nato intorno al 1501 o 1502, fu coinvolto in attività di tradimento e visse in esilio.
- Sir Arthur Pole: Nato intorno al 1502, deteneva il titolo di Signore del Maniero di Broadhurst nel Sussex.
- Lady Ursula Pole: Nata intorno al 1504, sposò il primo Barone Stafford e divenne Baronessa Stafford.

## Morte
Sir Richard Pole morì nell’ottobre del 1504. La sua morte precedette eventi significativi nella storia dei Tudor, tra cui il regno di Enrico VIII e le vicissitudini che colpirono la sua famiglia, in particolare l’esecuzione della moglie Margaret nel 1541.